# Klasa okręgowa (grupa śląska V)
Klasa okręgowa, grupa śląska V (Bielsko-Biała-Tychy) – jedna z 6 grup klasy okręgowej na terenie województwa śląskiego, która jest rozgrywkami siódmego poziomu ligowego piłki nożnej mężczyzn w Polsce, stanowiąca pośredni szczebel rozgrywkowy między V ligą a Klasą A.
Grupa powstała w wyniku reorganizacji grup klasy okręgowej na terenie województwa śląskiego przeprowadzonej przed sezonem 2019/2020. W jej wyniku do nowo utworzonej grupy śląskiej V zostały przeniesione drużyny z podokręgów Bielsko-Biała i Tychy, które w sezonie 2018/2019 występowały w grupach bielskiej i katowickiej I.

## Zwycięzcy i drużyny awansujące
| Sezon                                                                          | Zwycięzca grupy         | Pozostałe drużyny awansujące                           | Źródło |
| ------------------------------------------------------------------------------ | ----------------------- | ------------------------------------------------------ | ------ |
| 2023/2024                                                                      | Drzewiarz Jasienica     | GLKS Wilkowice, BKS Stal Bielsko-Biała, Iskra Pszczyna | [ 2 ]  |
| Od sezonu 2023/2024 drużyny awansują do V ligi, gr. śląskiej II.               |                         |                                                        |        |
| 2022/2023                                                                      | Rekord II Bielsko-Biała | brak                                                   | [ 3 ]  |
| 2021/2022                                                                      | MKS Lędziny             | brak                                                   | [ 4 ]  |
| 2020/2021                                                                      | LKS Bestwina            | brak                                                   | [ 5 ]  |
| 2019/2020                                                                      | Iskra Pszczyna          | brak                                                   | [ 6 ]  |
| W sezonach 2019/2020–2022/2023 drużyny awansowały do IV ligi, gr. śląskiej II. |                         |                                                        |        |